# Fußball-Bayernliga 1985/86
Die Fußball-Bayernliga 1985/86 war die achte Spielzeit der vom Bayerischen Fußball-Verband durchgeführten Bayernliga als Amateur-Oberliga. Meister wurde die SpVgg Landshut, die aber durch Versäumnisse keine Lizenz für die 2. Bundesliga erhielt und somit nur bei der Amateurmeisterschaft starten durfte. Vizemeister TSV 1860 München nahm dadurch an der Aufstiegsrunde zur 2. Bundesliga teil. In der Bayernliga-Qualifikationsrunde sicherte sich der SV Heidingsfeld den Klassenerhalt. In die untergeordnete Landesliga stiegen der ESV Ingolstadt-Ringsee, der 1. FC 01 Bamberg sowie der TSV Eching ab. Im Gegenzug stiegen zur Folgesaison 1986/87 der 1. FC Schweinfurt 05, der 1. FC Amberg und der TSV Großhadern in die Bayernliga auf.

## Bayernliga-Saison 1985/86

### Abschlusstabelle
| Pl. | Verein                     | Sp. | S  | U  | N  | Tore    | Diff. | Punkte |
| --- | -------------------------- | --- | -- | -- | -- | ------- | ----- | ------ |
| 1.  | SpVgg Landshut (1)         | 34  | 22 | 5  | 7  | 070:350 | +35   | 49:19  |
| 2.  | TSV 1860 München           | 34  | 21 | 6  | 7  | 083:440 | +39   | 48:20  |
| 3.  | FC Augsburg                | 34  | 18 | 10 | 6  | 074:380 | +36   | 46:22  |
| 4.  | SpVgg Fürth                | 34  | 16 | 12 | 6  | 070:470 | +23   | 44:24  |
| 5.  | SSV Jahn Regensburg        | 34  | 18 | 8  | 8  | 065:470 | +18   | 44:24  |
| 6.  | TSV Ampfing                | 34  | 15 | 9  | 10 | 068:510 | +17   | 39:29  |
| 7.  | SC Fürstenfeldbruck (N)    | 34  | 15 | 9  | 10 | 045:470 | −2    | 39:29  |
| 8.  | SpVgg Unterhaching         | 34  | 14 | 10 | 10 | 069:460 | +23   | 38:30  |
| 9.  | FC Bayern München Amateure | 34  | 15 | 8  | 11 | 066:570 | +9    | 38:30  |
| 10. | VfL Frohnlach              | 34  | 10 | 9  | 15 | 052:500 | +2    | 29:39  |
| 11. | SpVgg Plattling (N)        | 34  | 11 | 7  | 16 | 055:740 | −19   | 29:39  |
| 12. | 1. FC Nürnberg Amateure    | 34  | 10 | 8  | 16 | 045:510 | −6    | 28:40  |
| 13. | SpVgg Weiden (N)           | 34  | 8  | 12 | 14 | 038:530 | −15   | 28:40  |
| 14. | FC Memmingen               | 34  | 9  | 10 | 15 | 032:510 | −19   | 28:40  |
| 15. | SV Heidingsfeld (N)        | 34  | 10 | 7  | 17 | 056:680 | −12   | 27:41  |
| 16. | ESV Ingolstadt-Ringsee     | 34  | 5  | 13 | 16 | 046:820 | −36   | 23:45  |
| 17. | 1. FC 01 Bamberg           | 34  | 5  | 9  | 20 | 039:930 | −54   | 19:49  |
| 18. | TSV Eching (N)             | 34  | 4  | 8  | 22 | 044:830 | −39   | 16:52  |

| (N) | Aufsteiger aus der Landesliga 1984/85 |

### Kreuztabelle
Die Kreuztabelle stellt die Ergebnisse aller Spiele dieser Saison dar. Die Heimmannschaft ist in der linken Spalte, die Gastmannschaft in der oberen Zeile aufgelistet.
| 1985/86 | 1985/86                    | SpVgg Landshut | TSV 1860 München | FC Augsburg | SpVgg Fürth | SSV Jahn Regensburg | TSV Ampfing | SC Fürstenfeldbruck | SpVgg Unterhaching | FC Bayern München Amateure | VfL Frohnlach | SpVgg Plattling | 1. FC Nürnberg Amateure | SpVgg Weiden |     | SV Heidingsfeld | ESV Ingolstadt |     | TSV Eching |
| ------- | -------------------------- | -------------- | ---------------- | ----------- | ----------- | ------------------- | ----------- | ------------------- | ------------------ | -------------------------- | ------------- | --------------- | ----------------------- | ------------ | --- | --------------- | -------------- | --- | ---------- |
| 01.     | SpVgg Landshut             |                | 0:0              | 4:2         | 3:1         | 4:2                 | 3:2         | 0:1                 | 0:2                | 1:1                        | 2:0           | 2:0             | 1:0                     | 3:0          | 2:0 | 2:0             | 4:1            | 7:0 | 2:0        |
| 02.     | TSV 1860 München           | 3:2            |                  | 2:3         | 0:2         | 7:3                 | 4:1         | 1:0                 | 4:1                | 2:0                        | 1:1           | 3:1             | 1:2                     | 3:0          | 4:0 | 2:2             | 6:0            | 1:1 | 7:2        |
| 03.     | FC Augsburg                | 2:0            | 4:3              |             | 0:0         | 3:2                 | 2:0         | 1:2                 | 3:1                | 2:0                        | 3:0           | 4:1             | 5:0                     | 5:1          | 5:0 | 4:2             | 1:1            | 4:1 | 2:0        |
| 04.     | SpVgg Fürth                | 0:1            | 2:1              | 2:2         |             | 5:3                 | 3:3         | 1:1                 | 2:1                | 3:3                        | 0:3           | 5:1             | 2:2                     | 0:0          | 1:1 | 2:2             | 5:1            | 5:1 | 3:2        |
| 05.     | SSV Jahn Regensburg        | 1:0            | 1:3              | 0:2         | 2:1         |                     | 1:1         | 3:1                 | 3:2                | 1:3                        | 4:1           | 1:1             | 3:0                     | 4:0          | 3:1 | 0:0             | 2:1            | 6:1 | 1:0        |
| 06.     | TSV Ampfing                | 0:0            | 0:2              | 4:2         | 3:1         | 0:2                 |             | 0:0                 | 1:0                | 6:2                        | 1:0           | 1:2             | 1:3                     | 0:0          | 3:0 | 1:1             | 5:0            | 7:0 | 5:2        |
| 07.     | SC Fürstenfeldbruck        | 0:1            | 0:2              | 1:0         | 0:1         | 1:1                 | 1:3         |                     | 1:1                | 3:2                        | 1:0           | 2:1             | 0:3                     | 4:3          | 2:1 | 1:0             | 2:2            | 4:0 | 3:1        |
| 08.     | SpVgg Unterhaching         | 0:0            | 3:0              | 1:1         | 2:1         | 2:1                 | 6:0         | 6:1                 |                    | 1:3                        | 3:3           | 6:1             | 3:0                     | 0:0          | 1:2 | 1:1             | 2:4            | 1:0 | 1:1        |
| 09.     | FC Bayern München Amateure | 4:2            | 2:2              | 1:0         | 1:1         | 0:2                 | 4:3         | 0:1                 | 0:2                |                            | 2:1           | 4:0             | 2:1                     | 2:3          | 0:1 | 6:3             | 5:0            | 2:1 | 3:1        |
| 10.     | VfL Frohnlach              | 1:5            | 1:1              | 0:1         | 0:1         | 1:1                 | 0:1         | 0:2                 | 2:3                | 3:0                        |               | 8:1             | 2:0                     | 2:0          | 2:0 | 2:0             | 6:2            | 2:1 | 3:1        |
| 11.     | SpVgg Plattling            | 1:2            | 2:3              | 2:2         | 0:0         | 1:2                 | 3:3         | 3:1                 | 2:2                | 0:1                        | 1:1           |                 | 1:3                     | 5:2          | 2:0 | 2:1             | 4:2            | 3:0 | 2:1        |
| 12.     | 1. FC Nürnberg Amateure    | 0:1            | 1:2              | 0:0         | 1:4         | 0:1                 | 0:2         | 0:1                 | 1:1                | 1:1                        | 3:1           | 2:2             |                         | 1:0          | 0:0 | 1:1             | 0:1            | 6:1 | 5:0        |
| 13.     | SpVgg Weiden               | 2:3            | 2:1              | 0:0         | 1:1         | 0:1                 | 0:3         | 1:1                 | 0:1                | 1:1                        | 1:1           | 4:0             | 3:1                     |              | 0:0 | 4:2             | 1:3            | 2:1 | 4:0        |
| 14.     | FC Memmingen               | 1:1            | 1:3              | 1:1         | 1:2         | 0:2                 | 2:2         | 4:1                 | 1:0                | 1:0                        | 1:1           | 2:1             | 1:0                     | 0:0          |     | 3:1             | 2:1            | 1:1 | 2:3        |
| 15.     | SV Heidingsfeld            | 5:3            | 1:2              | 3:2         | 2:3         | 2:3                 | 1:3         | 1:2                 | 1:0                | 0:2                        | 3:1           | 2:4             | 3:1                     | 3:1          | 1:0 |                 | 2:0            | 2:0 | 3:0        |
| 16.     | ESV Ingolstadt-Ringsee     | 1:3            | 0:1              | 1:1         | 1:6         | 1:1                 | 0:0         | 1:1                 | 3:4                | 3:3                        | 0:0           | 0:2             | 1:3                     | 0:0          | 1:1 | 2:2             |                | 2:0 | 6:3        |
| 17.     | 1. FC 01 Bamberg           | 1:3            | 2:4              | 2:2         | 0:1         | 1:1                 | 3:1         | 1:1                 | 2:8                | 2:3                        | 2:1           | 2:1             | 2:2                     | 0:0          | 3:1 | 5:2             | 2:2            |     | 0:0        |
| 18.     | TSV Eching                 | 1:3            | 1:2              | 0:3         | 2:3         | 1:1                 | 1:2         | 2:2                 | 1:1                | 3:3                        | 2:2           | 0:2             | 1:2                     | 1:2          | 1:0 | 3:1             | 2:2            | 5:0 |            |

### Bayernliga-Qualifikationsrunde
Der Fünfzehnte der Bayernliga und die Zweiten der drei Landesliga-Staffeln, spielten in einer einfachen KO-Runde den letzten Teilnehmer für die Bayernliga-Saison 1986/87 aus.
| Datum                                  |                   | Ergebnis  |                   |
| -------------------------------------- | ----------------- | --------- | ----------------- |
| Halbfinale : in Bamberg und Nördlingen |                   |           |                   |
| Sa 31.05. um 15:00 Uhr                 | FSV Bad Windsheim | 5:2       | VfB Helmbrechts   |
| Sa 31.05. um 16:00 Uhr                 | SV Heidingsfeld   | 2:1 n. V. | FC Wacker München |
| Finale : in Kitzingen                  |                   |           |                   |
| Sa 07.06. um 15:00 Uhr                 | FSV Bad Windsheim | 2:4       | SV Heidingsfeld   |

### Torschützenliste
|     | Spieler              | Verein              | Tore |
| --- | -------------------- | ------------------- | ---- |
| 01. | Franz Schick         | TSV Ampfing         | 34   |
| 02. | Karl-Heinz Riedle    | FC Augsburg         | 20   |
| 02. | Alfred Steinkirchner | SSV Jahn Regensburg | 20   |
| 04. | Erich Schmitt        | SV Heidingsfeld     | 18   |
| 05. | Michael Binner       | SpVgg Unterhaching  | 17   |
| 05. | Detlef Bruckhoff     | TSV 1860 München    | 17   |
| 05. | Manfred Kastl        | SpVgg Fürth         | 17   |
| 08. | Werner Lorant        | SV Heidingsfeld     | 15   |
| 08. | Hans-Johann Viehbeck | SpVgg Landshut      | 15   |
| 10. | Siegfried Susser     | SpVgg Fürth         | 13   |

### Zuschauer
In 306 Spielen kamen 536.790 Zuschauer ({\displaystyle \varnothing } 1.754 pro Spiel) in die Stadien.
Größte Zuschauerkulisse
18.000 TSV 1860 München – SpVgg Unterhaching (19. Spieltag)
18.000 TSV 1860 München – SpVgg Fürth (22. Spieltag) Nachholspiel
Niedrigste Zuschauerkulisse
100 FC Bayern München Amateure – SpVgg Plattling (28. Spieltag)
| Verein                     | Gesamt | {\displaystyle \varnothing } | Heim   | {\displaystyle \varnothing } | Auswärts | {\displaystyle \varnothing } |
| -------------------------- | ------ | ---------------------------- | ------ | ---------------------------- | -------- | ---------------------------- |
| SpVgg Landshut             | 065570 | 1929                         | 036600 | 2153                         | 28970    | 1704                         |
| TSV 1860 München           | 214450 | 6307                         | 124000 | 7294                         | 90450    | 5321                         |
| FC Augsburg                | 075655 | 2225                         | 030400 | 1788                         | 45255    | 2662                         |
| SpVgg Fürth                | 085750 | 2522                         | 046900 | 2759                         | 38850    | 2285                         |
| SSV Jahn Regensburg        | 065217 | 1918                         | 042250 | 2485                         | 22967    | 1351                         |
| TSV Ampfing                | 046285 | 1361                         | 020705 | 1218                         | 25580    | 1505                         |
| SC Fürstenfeldbruck        | 046370 | 1364                         | 022170 | 1304                         | 24200    | 1424                         |
| SpVgg Unterhaching         | 061840 | 1819                         | 020850 | 1226                         | 40990    | 2411                         |
| FC Bayern München Amateure | 035610 | 1047                         | 014300 | 0841                         | 21310    | 1254                         |
| VfL Frohnlach              | 040480 | 1191                         | 018760 | 1104                         | 21720    | 1278                         |
| SpVgg Plattling            | 043930 | 1292                         | 022510 | 1324                         | 21420    | 1260                         |
| 1. FC Nürnberg Amateure    | 028250 | 0831                         | 06000  | 0353                         | 22250    | 1309                         |
| SpVgg Weiden               | 063030 | 1854                         | 037170 | 2186                         | 25860    | 1521                         |
| FC Memmingen               | 037530 | 1104                         | 019600 | 1153                         | 17930    | 1055                         |
| SV Heidingsfeld            | 054278 | 1596                         | 031293 | 1841                         | 22985    | 1352                         |
| ESV Ingolstadt             | 033122 | 0974                         | 012472 | 0734                         | 20650    | 1215                         |
| 1. FC 01 Bamberg           | 038875 | 1143                         | 014760 | 0868                         | 24115    | 1419                         |
| TSV Eching                 | 037338 | 1098                         | 016050 | 0944                         | 21288    | 1252                         |

## Bayernliga-Meister
| 1.             | SpVgg Landshut |
| -------------- | --- |
| SpVgg Landshut | Julius Georgens (34 / -) – Theodor Floares (33 / 4), Sebastian Gerlsbeck (34 / -), Walter Hainer (29 / 6), Reinhard Miethanner (29 / 2), Robert Viehbeck (6 / -) – Rainer Bauer (31 / 9), Kurt Dworschak (30 / 3), Franz Jäger (5 / -), Horst Oehl (34 / 3), Horst Schmidbauer (29 / 5), Elmar Streifeneder (34 / 5), Warmuth (2 / -) – Robert Kleeberger (9 / -), Wolfgang Oberndorfer (34 / 8), Reinhard Treimer (33 / 10), Hans-Johann Viehbeck (32 / 15). (Spiele / Tore) Trainer: Karsten Wettberg ohne Einsatz blieben: Oliver Kapser (TW), Lobmeier, Josef Schwaiger, Gerg |